# Abecední modlitba

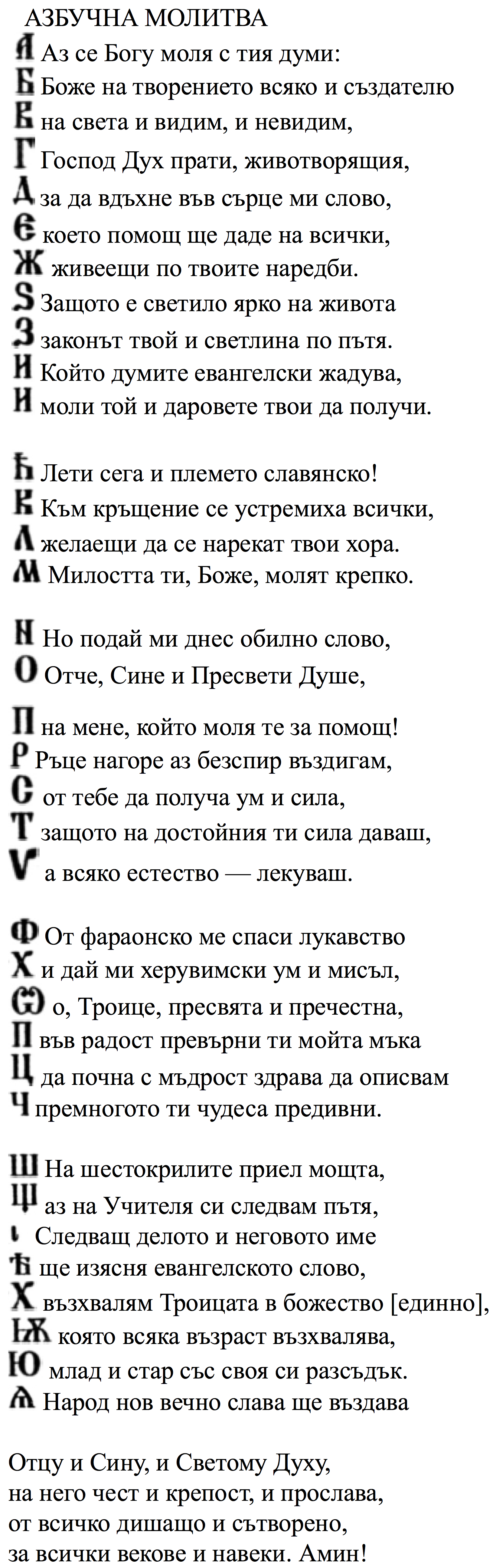
Abecední modlitba

Abecední modlitba (staroslověnsky: Azbučnaja molitva) je veršovaná staroslověnská modlitba, jedno z prvních původních (nepřeložených) literárních děl vzniklých na českém území, spolu s Proglasem první česká báseň. Vznikla na Velké Moravě během cyrilmetodějské misie (863-867). Autorem básně je podle všeho Konstantin Filozof (Cyril). Jeho autorství bylo dlouho zapomenuto, Abecední modlitba byla připisována Konstantinu Preslavskému a uvažovalo se tedy o jejím vzniku v Bulharské říši. Avšak ve 30. letech 20. století začali odborníci preslavskou teorii opouštět ve prospěch cyrilovské a velkomoravské. Někteří badatelé s bulharským původem textu ale nadále pracují. V básni je užito dvanáctislabičného verše a akrostického principu -  každý verš počíná jedním písmenem podle řady hlaholské abecedy. Tento princip akrostichu je znám také jako abecedarius.